# The Pinnacle (Nova Scotia)
The Pinnacle är ett berg i Kanada.   Det ligger i provinsen Nova Scotia, i den östra delen av landet, 1 200 km öster om huvudstaden Ottawa. Toppen på The Pinnacle är 528 meter över havet, eller 78 meter över den omgivande terrängen. Bredden vid basen är 9,8 km. The Pinnacle ligger på ön Kap Bretonön.
Terrängen runt The Pinnacle är huvudsakligen platt, men åt sydväst är den kuperad. Runt The Pinnacle är det mycket glesbefolkat, med 3 invånare per kvadratkilometer.. Närmaste större samhälle är Chéticamp, 19,4 km väster om The Pinnacle. 
Omgivningarna runt The Pinnacle är en mosaik av jordbruksmark och naturlig växtlighet.